# Turmkugel

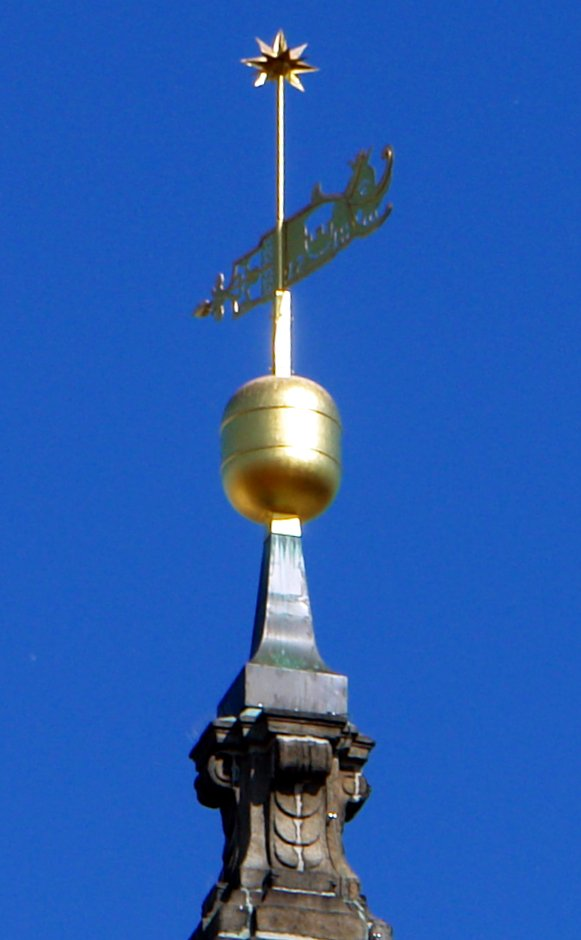
Turmkugel auf dem Reichenturm in Bautzen

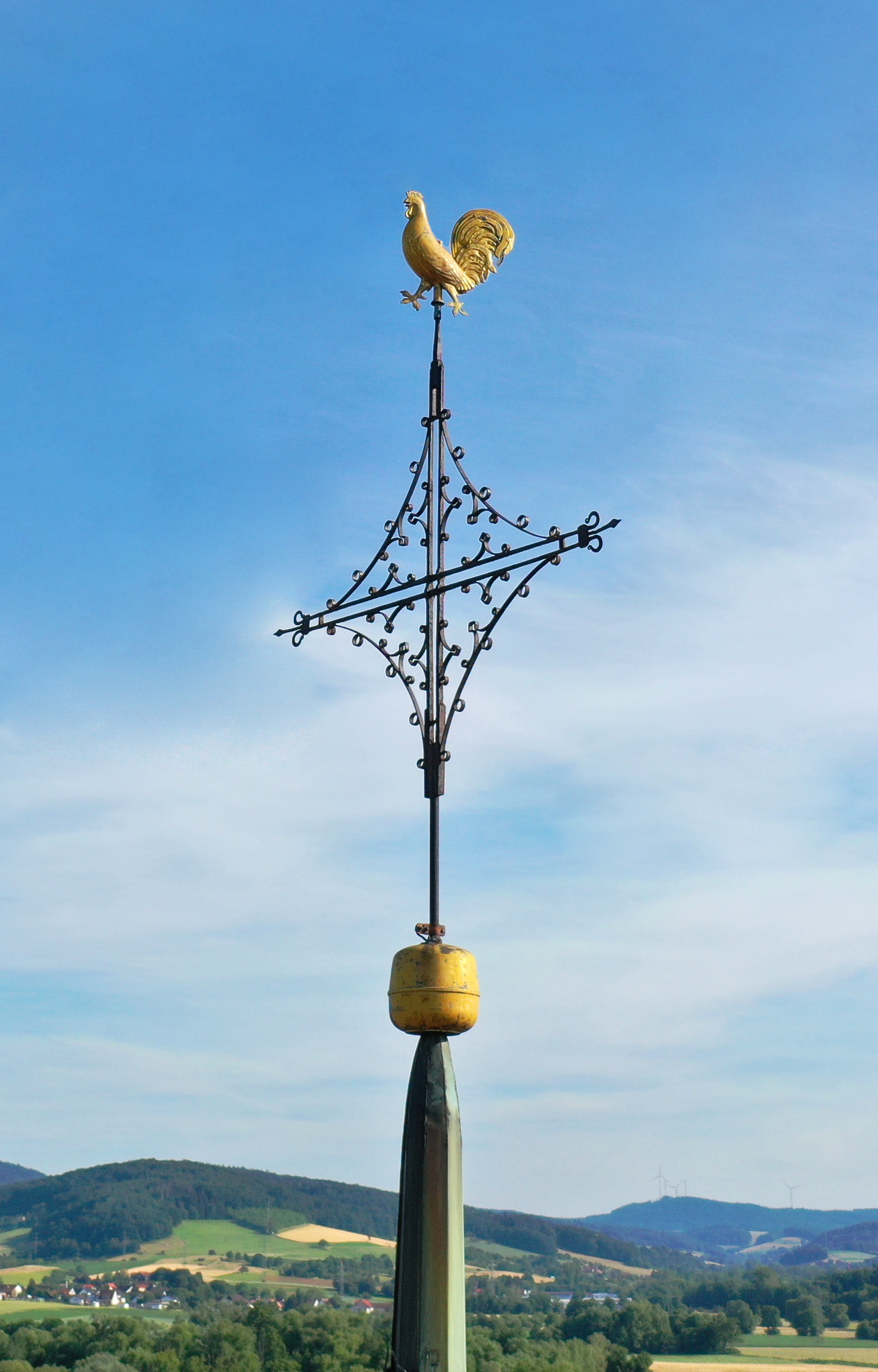
Wetterhahn mit Turmkugel auf der Kirche St.-Markus in Brensbach im Odenwald

Eine Turmkugel – gebräuchlich sind oder waren auch die Ausdrücke Turmknauf und Turmknopf oder kurz Knopf – ist eine verschlossene, oft runde und oft vergoldete Metallkapsel auf der Spitze eines Burg-, Schloss- oder Kirchturms. Dann meist Dachknäufe genannt, zieren solche Gegenstände auch den Dachgipfel von Rathäusern und anderen öffentlichen Gebäuden. Auch auf Tempeln und Pavillons in Parks sind sie nicht selten zu finden. Sie haben nicht immer die Form einer Kugel, sondern sind bisweilen auch zapfenförmig.
Die Tradition beschränkt sich weitgehend auf den deutschsprachigen Raum.

## Bedeutung
Weil ein Turm- oder Dachknauf das Bauwerk schmücken soll und weil er, einmal angebracht, schlecht zugänglich ist, legt man auf Ansehnlichkeit und Haltbarkeit Wert und fertigt ihn deshalb gerne aus Kupferblech oder noch edleren Materialien. Wegen der Unzugänglichkeit dienen solche Knäufe auch als sogenannte Zeitkapsel. Manche tragen eine drehbare Wetterfahne oder einen Wetterhahn als Verzierung, Turmkugeln und Dachknäufe von Kirchen dagegen in der Regel ein Kreuz.

### Zeitkapsel und Knopfakten
Wegen ihrer relativen Unzugänglichkeit galten Turmknäufe oft als sichere Aufbewahrungsorte für historische Zeugnisse aus der Zeit des Baus, etwa Zeitungen oder Münzen der Zeit, die man an die Nachwelt überliefern wollte. Für darin gelagerte Schriftstücke kamen die Namen „Kirchturmknopfakte“ oder „Turmakten“ auf. Zu den darin regelmäßig angetroffenen Textsorten gehören auch Aufzeichnungen der jeweiligen Kirchgemeinde, Auszüge aus Geburts- und Totenregistern und Berichte über besondere Ereignisse zur Bauzeit. Die in einem Turmknopf aufbewahrten Unterlagen können durchaus noch heute zur Korrektur und Ergänzung historischen Wissens beitragen.
Es ist üblich, die Funde bei Renovationen zwar anzuschauen, aber nur in Ausnahmefällen – etwa aus Konservierungsbedarf – zu entfernen. Denn es handelt sich ganz bewusst um Botschaften für die Nachwelt ohne zeitliche Beschränkung.

### Knopffest
Bei größeren Sanierungsarbeiten besonders am Dachstuhl von Türmen sichtet man herkömmlich die historischen Zeugnisse in der Kugel in oft zeremoniellem Rahmen und ergänzt sie mit Zeugnissen der Gegenwart. Eine begleitende Feier heißt „Knopffest“.

### Knauf als geodätischer Zielpunkt
Den Knauf eines Kirchturms nutzen Geodäten gerne als Kontroll- oder Vermessungspunkt, da er von vielen Stellen aus gut anzuvisieren ist und so das aufwendigere Aufsuchen eines vermarkten Bodenpunktes erspart.
Die runde Kugel unter dem Turmkreuz lässt sich mit dem Theodolit sehr genau einstellen – am besten zwischen den Doppelfäden des Fadenkreuzes – und eignet sich gut als „Fernziel“ zur Richtungskontrolle in Vermessungsnetzen.

## Beispiele für Knopfakten

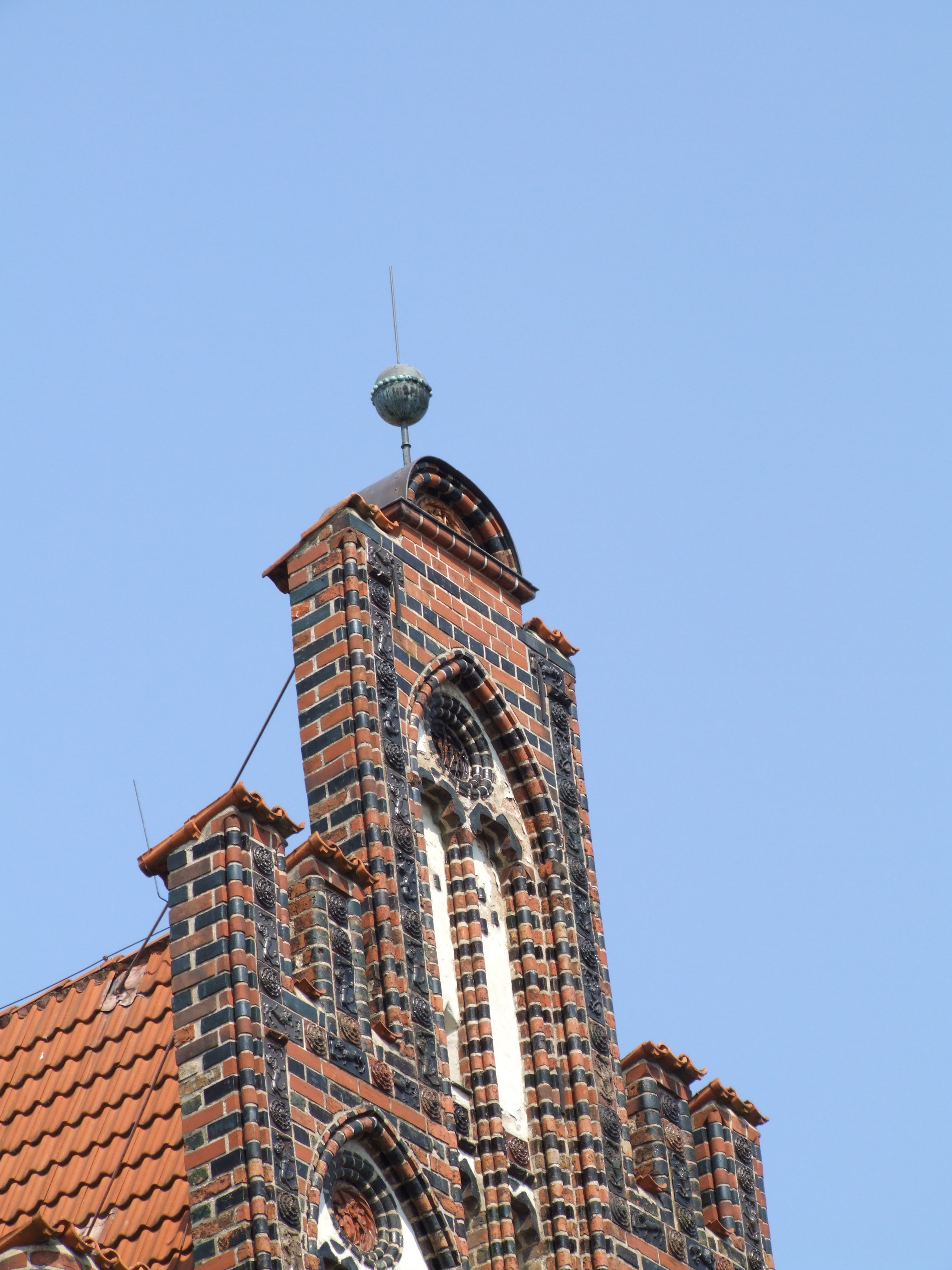
Dachschmuck in Rostock

### Kirchturm von Markersdorf (Sachsen)
In Markersdorf wurden 1694, 1749, 1780, 1820, 1924 und zuletzt 1978 Reparaturen am Kirchturm vorgenommen. Die gefundenen Schriftstücke lagen im Gemeindehaus zur Besichtigung aus und wurden fotokopiert. Das älteste Schriftstück stammt aus dem Jahre 1635. So geht aus der Urkunde hervor, welche Kämpfe im Dreißigjährigen Krieg in der Oberlausitz geführt wurden.

### Kirchturm von Rodewisch
In Rodewisch wurde erstmals 1645, später auch 1755, 1826, 1881 und 1910, eine Urkunde angefertigt. Bekannt ist sie als Rodewischer Turmknaufurkunde. Seit 1981 befinden sich Kopien in der Turmkugel und die Originale wurden restauriert. Auch dieses Dokument handelt von den Wirren des Dreißigjährigen Krieges und dem Kirchenneubau in dieser Zeit. Auch am Bau beteiligte Handwerker und örtliche Unternehmer werden aufgeführt.

### Reichenturm in Bautzen
Der Text zur Baugeschichte aus einer Turmkugel des Reichenturms in Bautzen, die nach dem Wiederaufbau des zuvor zerstörten Turms am 4. Juli 1628 auf der Turmspitze angebracht wurde, lautet:
„All dieweil auch dieser Thurm, so 1490 neu aufgebaut und 1593 wegen Baufälligkeit an der Spitze wieder erneuert worden, bei der Belagerung der Stadt den 3. Oktober 1620 durch eine eingeworfene Feuerkugel angezündet und bis auf das Mauerwerk abgebrannt, E. E. Rath und gemeine Bürgerschaft aber wegen mehrerer anderer nothwendigerer Bauten nicht alsobald zur Wiederherstellung desselben gelangen können, sondern anstehen mußten, so ist hiernach solcher Thurm 1627 wieder zu bauen angefangen und am 4. Juli Anno 1628 der Knopf aufgesetzt worden.“
Am 10. September 1868 wurden verschiedene Münzen, nämlich: „[…] ein Thaler, ein Zehn-, Fünf-, Zwei- und Einneugroschen, ein Fünf-, Zwei- und Einpfennig-Stück neuesten Gepräges […]“ in die Turmkugel gelegt.

## Sonstiges
Islamische Moscheen haben in der Regel einen oder mehrere goldglänzende Kugelstäbe als Aufsätze auf Kuppeln und/oder Minaretten.